# فرناندو، أمير أستورياس
فرناندو من النمسا، إنفانتي إسبانيا (بالإسبانية: Fernando de Austria y Austria)‏ (4 ديسمبر 1571 - 18 أكتوبر 1578) أكبر أبناء لـ فيليب الثاني ملك إسبانيا وزوجته الرابعة آنا النمساوية ملكة إسبانيا.

## الخلافة
كان فرناندو الابن الثاني لـ فيليب، بحيث سبق أن كان لـ فيليب ابن الدون كارلوس من زوجته الأولى ماريا مانويلا من البرتغال، ومع ذلك توفي قبل ولادته بثلاثة سنوات لأنه كان مختلاً عقلياً، وكان غير صالح للحكم.
كان فيليب قلقاً من مرض ابنه البكر وخاصة فيما يتعلق بالخلافة بعد الدون كارلوس، بحيث لديه الابنتين من زواجه الثالثة من إليزابيث من فالوا (إيزابيلا كلارا يوجينيا، وكاثرين ميشيل) وأيضا كانت لديه ابنة توفيت عند الولادة من زوجته الثانية ماري الأولى ملكة إنجلترا.
لهذا شكر فيليب ربه على الطفل التي طال أنتظارها، واطلق سراح السجناء، يصور تيتيان فيليب الثاني في لوحة بالاكتتاب الدون فرناندو بالنصر.

## المرض والوفاة
في صيف 1575 وبينما كان في جالاباجار، أصبح فرناندو مصاب بمرض الزحار الخطير، وجدوا الأطباء أنفسهم غير قادرين على العلاج، استقر الملك في مدريد يطلع على حالته باستمرار، لكنه تماثل لـ شفاء ببطء، ومع ذلك الأمير انتكس وتوفي في عام 1578 بالعمر 6 سنوات، بعد ثلاثة أيام من الشفاء.
لقب أمير أستورياس تم تمريره إلى شقيقه الأصغر دييغو ومع ذلك توفي أيضا بعد أربعة سنوات من الجدري.
شقيقه الأصغر إنفانتي فيليب كان الوحيد من أبناء فيليب الباقين على قيد الحياة، وفي عام 1598 سيخلف والده كـ فيليب الثالث ملك إسبانيا.